# Mexipedium
Mexipedium is een geslacht van planten uit de orchideeënfamilie (Orchidaceae). De wetenschappelijke naam van het geslacht werd in 1992 gepubliceerd door Victor Albert en Mark Chase.
Het is een monotypisch geslacht, met als enige soort Mexipedium xerophyticum (Arenas, Salazar & Hágsater) V.A.Albert & M.W.Chase.
Voor een beschrijving van dit geslacht, zie de soortbeschrijving.
Tribus: Cypripedieae 

Subtribus: Cypripediinae · Geslacht: Cypripedium 

Subtribus: Paphiopedilinae · Geslacht: Paphiopedilum 

Tribus: Mexipedieae 

Subtribus: Mexipediinae · Geslacht: Mexipedium 

Tribus: Phragmipedieae 

Subtribus: Phragmipediinae · Geslacht: Phragmipedium 

Tribus: Selenipedieae 

Subtribus: Selenipediinae · Geslacht: Selenipedium